# Adriaan Boer
Adriaan Boer (Rotterdam, 11 maart 1875 – Bloemendaal, 24 april 1940) was een Nederlands fotograaf. Hij wordt wel gerekend tot de stroming van het picturalisme en stond ook bekend als vooraanstaand portrettist.

## Leven en werk
Toen zijn vader in 1892 overleed moest Adriaan als oudste zoon voor zijn moeder, broer en vier zusters zorgen. Na een leerperiode in de drogisterij bij zijn oom in de Nieuw Baarnstraat in Baarn begon hij een drogisterij in Nijkerk.
In 1893 leerde Boer zichzelf fotograferen aan de hand van een Amerikaanse schriftelijke cursus Selfinstruction library of practical photography. Hij bekwaamde zich verder tijdens reizen naar Berlijn en Londen, waar hij vooraanstaande fotografen ontmoette.
Boer begon zijn loopbaan vooral als portretfotograaf. In 1893 opende hij een studio in Nijkerk en in 1897 verhuisde hij naar de Hoofdstraat in Baarn waar hij tot 1912 zou blijven wonen. In de zomermaanden verhuurde zijn moeder een gedeelte van het huis aan pensiongasten. De studio zou later worden verplaatst naar de Teding van Berkhoutstraat op de plek van het latere postkantoor. Hij maakte snel naam en kreeg belangrijke opdrachten, onder andere van de Koninklijke familie. Geleidelijk legde hij zich echter ook toe op de artistieke fotografie, in de stijl van het pictorialisme. Hij fotografeerde landschappen, boerentaferelen, interieurs van boerderijen, stillevens en kunstzinnige portretten. De klederdrachten van Spakenburg inspireerden hem tot het fotograferen van Brabantse en Zeeuwse klederdrachten. Voor de Baarnse dahliakweker Dick Hornsveld maakte hij foto's voor reclamefolders. De in Londen geleerde techniek heliogravure gebruikte hij voor kunstkalenders. Hij werkte het liefst in broomolie, kool- en gomdruk. In 1909 won hij de gouden medaille op de internationale fotografiesalon te Dresden.

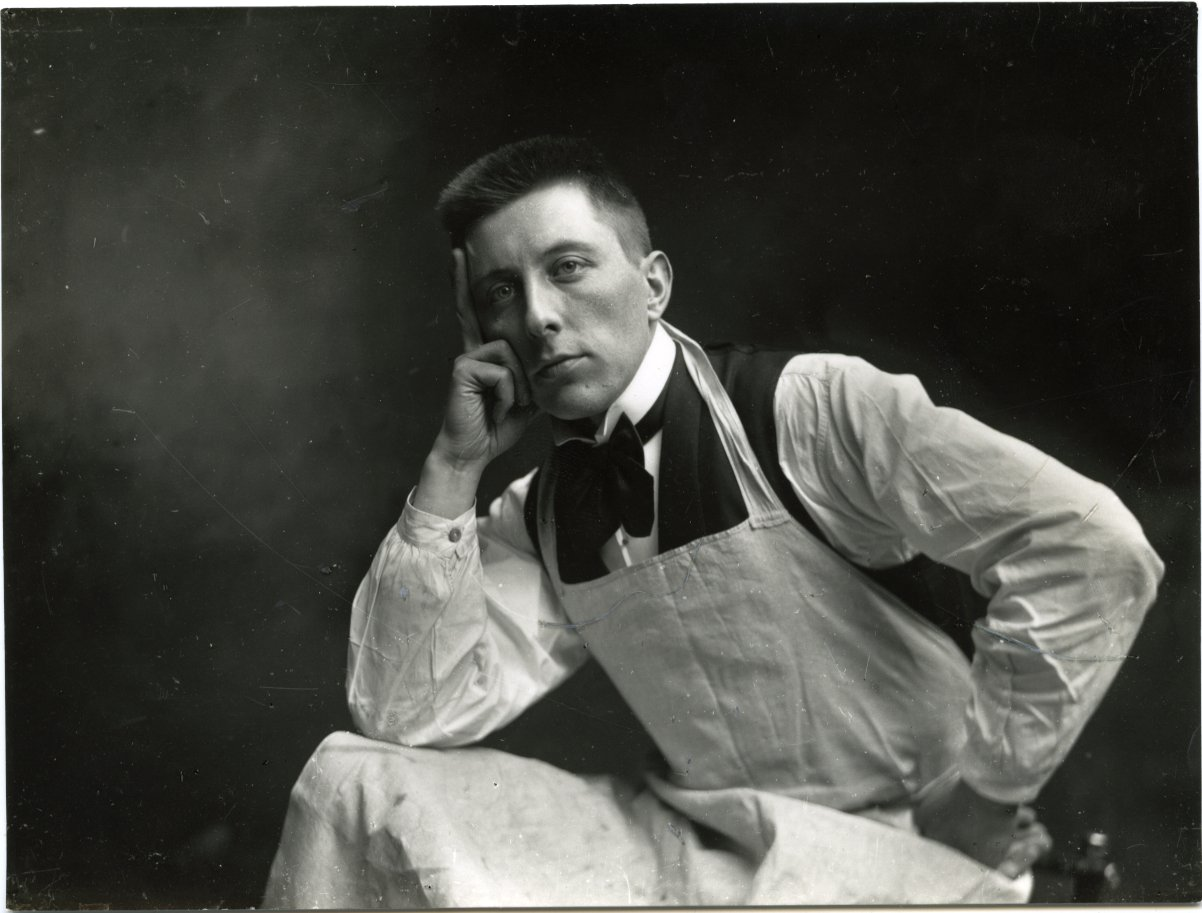
Adriaan Boer (ca.1910)

In 1907 was Boer mede-oprichter van de Nederlandse Club voor Foto Kunst (NCvFK). In 1911 was hij een van de initiatiefnemers tot de oprichting van een fotografisch museum in Haarlem, ondergebracht in het Museum van Kunstnijverheid in Paviljoen Welgelegen. In 1914 richtte hij uitgeverij Focus op en een tijdschrift met dezelfde naam, gericht op amateurfotografie. In 1919 gaf hij het blad Bedrijfsfotografie uit, meer gericht op professionele fotografen. Ook was hij betrokken bij de uitgave van het fototijdschrift De Camera, samen met Ernst A. Loeb, en Het Weerwerk (1931).
Boer wordt beschouwd als de belangrijkste animator van de amateurfotografie in Nederland aan het begin van de twintigste eeuw. Hij overleed in 1940, op 65-jarige leeftijd, te Bloemendaal.
In 1903 trouwde hij met zijn vrouw Alida van Kempen, met wie hij vier kinderen kreeg. In Baarn was hij hervormd diaken en mede-oprichter van de protestants-christelijke Dr. Amalia Astroschool. Zijn zoon Dick Boer trad in de voetsporen van zijn vader en werd ook een bekend fotograaf die veel boeken hierover publiceerde.

## Portretten

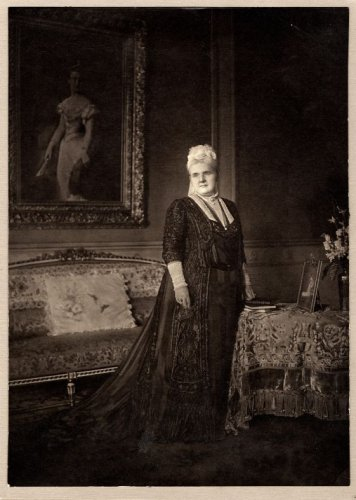
Staatsieportret koningin Emma
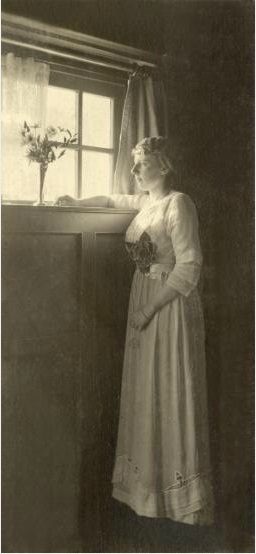
Blik uit het raam
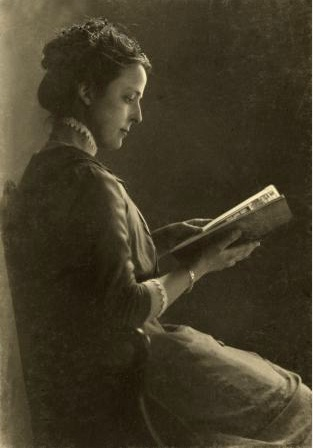
Lezende vrouw
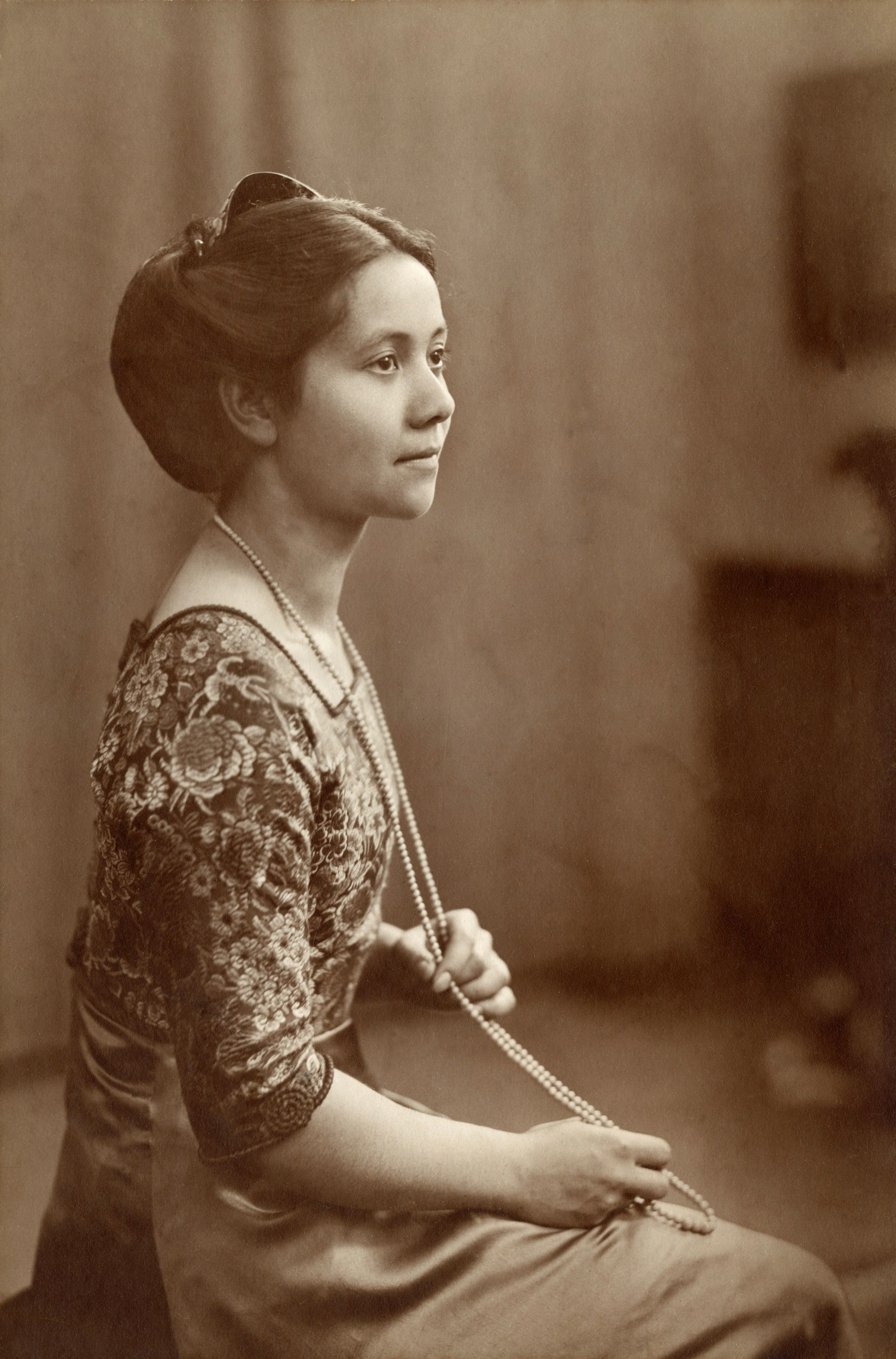
Portret van een meisje
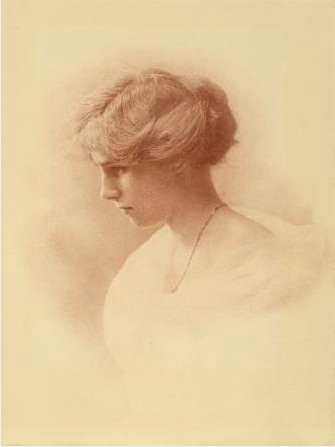
Portret
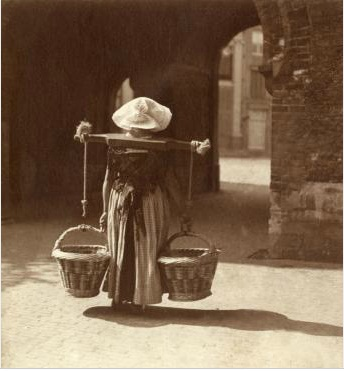
Vrouw in klederdracht
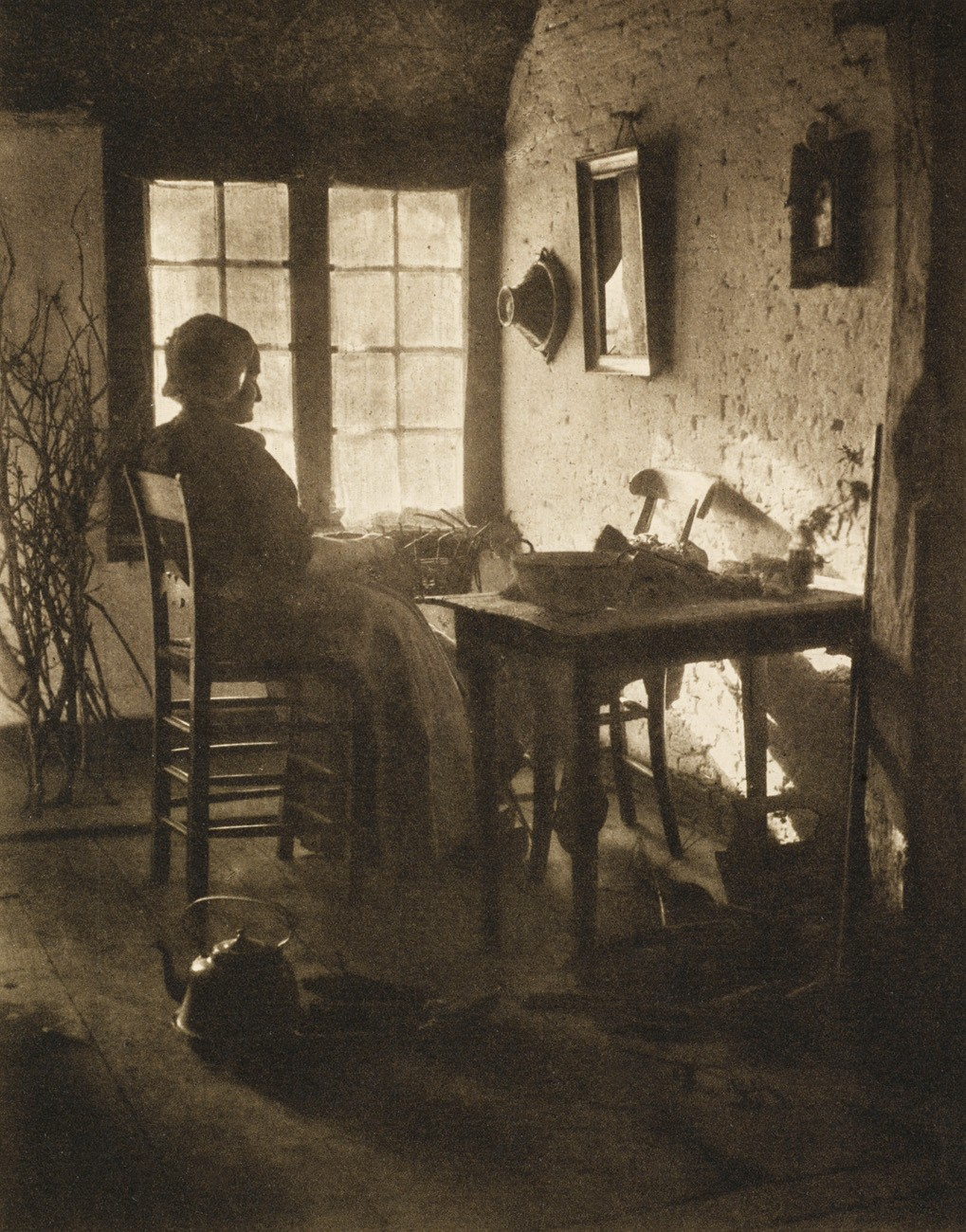
Aan het vensterraam
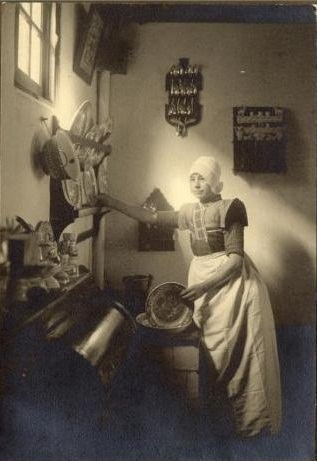
Boerenmeisje
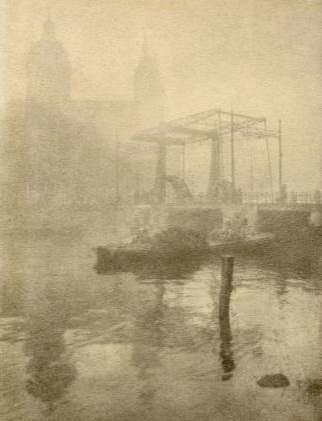
Brug in de mist
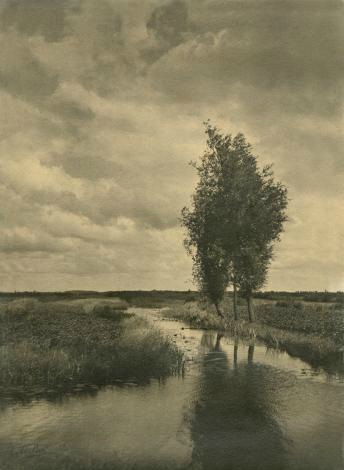
Landschap
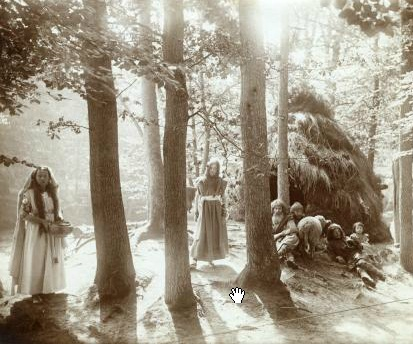
Geen titel
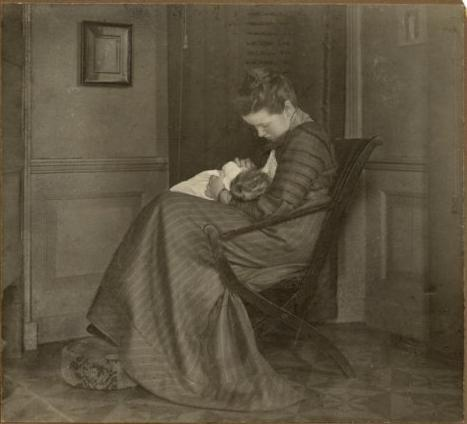
Moeder en kind
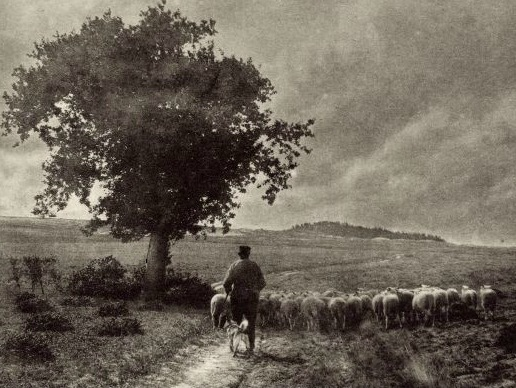
Schaapherder met schaapskudde en herdershond bij een boom op de heide onder een wolkenlucht
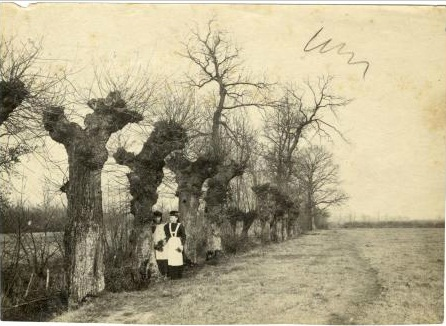
Weg met wilgen
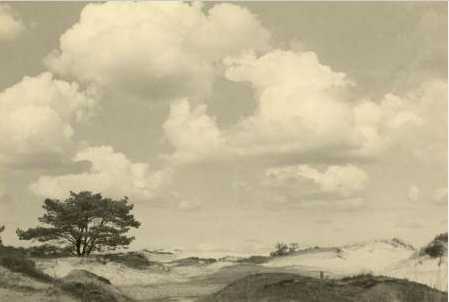
Duinen